# Council of Science Editors
 (août 2023).
Le Council of Science Editors (CSE), anciennement le Council of Biology Editors (CBE ; 1965–2000), est une organisation à but non lucratif basée aux États-Unis qui promeut les bonnes pratiques éditoriales appliquées par les auteurs de publications scientifiques. Il est à l'origine de la Conference of Biology Editors (CBE ; 1957–1965).
Un conseil d'administration bénévole dirige le Conseil, avec l'aide de plusieurs comités. Il est géré par Kellen Company, située à Wheat Ridge, Colorado.

## Histoire et organisation
L'organisation est créée en 1957 par la Fondation nationale pour la science et l'American Institute of Biological Sciences sous le nom de Conference of Biology Editors (CBE). Le 1er janvier 2000, elle est renommée Council of Science Editors.
Ses membres sont des professionnels de la rédaction, principalement provenant des États-Unis.
Il fournit des services et des conseils en ligne, et organise une conférence annuelle comprenant des cours de courte durée sur des sujets tels que la rédaction de revues, la gestion des publications, l'édition de manuscrits et les mesures de facteur d'impact.

## Publications
Le CSE publie un code typographique pour les publications scientifiques, Scientific Style and Format: The CSE Manual for Authors, Editors, and Publishers, bien que le style CSE ne soit pas aussi largement utilisé  que d'autres styles scientifiques tels que le style AMA et le style APA En 2014, le CSE s'est associé à l'University of Chicago Press pour utiliser la plate-forme en ligne The Chicago Manual of Style (CMOS ou CMS). Science Editor est la publication trimestrielle du CSE; les articles sont accessibles en accès libre un an après leur publication (accès libre différé).